# Ubi arcano Dei consilio
Ubi arcano Dei consilio (Quando o Conselho Secreto de Deus, em tradução livre) é o título do primeira encíclica do papa Pio XI, promulgada em 23 de dezembro de 1922.
Esta encíclica manifesta o programa do pontificado do novo Papa, resumido no seu lema "pax Christi in regno Christi" (a  paz de Cristo no Reino de Cristo), contra a tendência de reduzir a fé a uma questão privada. Pio XI estimula os católicos a trabalharem para criar uma sociedade totalmente cristã, na qual Cristo reina sobre todos os aspectos da vida.
Este programa foi completado nas encíclicas Quas primas (1925), com a qual institui a festa de Cristo Rei, e Miserentissimus redemptor (1928), dedicada ao culto ao Sagrado Coração de Jesus.